# Petr Sedlnický z Choltic
Petr Sedlnický z Choltic (německy Peter Sedlnitzky von Choltitz, 1628 v Nizozemsku) byl český šlechtic ze slezské linie svobodných pánů Sedlnických z Choltic na Dívčím Hradě, Fulnštejně adt. Byl zakladatelem pozdější rodové větve Perponcher-Sedlnitzky.

## Život
Narodil se jako syn Václava Sedlnického z Choltic a jeho manželky Anny Šamařovské z Rohova. Měl několik sourozenců – bratry Jana, Jaroslava a Bedřicha a sestru Johanu.
V roce 1592 se účastnil bojů proti Turkům v Uhrách a Sedmihradsku.
Na podzim roku 1610 tehdejší zemský hejtman Karel ze Žerotína na sněmu prosadil, aby bylo kromě 4500 stávajících mužů naverbováno dalších 600 mušketýrů a 1000 jezdců. Velením mušketýry byl pověřen Albrecht z Valdštejna a Petr Sedlnický převzal velení nad kavalerií společně s Jiřím z Náchoda.
S tisícovkou jezdců táhl Petr Sedlnický na Těšín, neboť těšínský kníže zaujal výhružný postoj. V roce 1615 se Petr Sedlnický z Choltic objevuje v pozici zástupce pro opětovné nabytí Opavského knížectví. V roce 1617 byl jmenován královským radou a plukovníkem jezdectva pod velením arcivévody Maxmiliána III.
Petr Sedlnický a Bedřich z Teuffenbachu patřili společně s Ladislavem Velenem ze Žerotína a Vilémem z Roupova mezi nejvýznamnější vůdce povstalců na Moravě. Petr Sedlnický se v roce 1619 se stal velitelem jezdeckého pluku rebelujících stavů.
Po porážce vzbouřenců v bitvě na Bílé hoře byl Petrovi zabaven všechen majetek. Tohoto osudu zůstala jeho druhá manželka Markéta Kordula Slupská ušetřena. Petr poté uprchl do Holandska, kde se stal generálem a guvernérem a prostřednictvím své dcery Anny, která se provdala za hraběte Isaaka Perponchera, se stal předkem hraběcí rodové linie Perponcher-Sedlnitzky.